# Pascal Zuberbühler
Pascal Zuberbühler (Frauenfeld, 8 gennaio 1971) è un dirigente sportivo, allenatore di calcio ed ex calciatore svizzero, di ruolo portiere, coordinatore dei portieri della FIFA.

## Carriera

### Club
Zuberbühler ha indossato per 187 volte la casacca del Grasshoppers, tra il 1992 e il 1999. Durante questo periodo, ha vinto il campionato per tre volte e una volta la coppa nazionale. Si è poi trasferito al Basilea, dove ha incontrato grandi successi e tanti tifosi. Per loro, è sceso in campo 217 volte, vincendo altre tre volte il campionato e due volte la coppa. I tifosi lo ricordano anche per i numerosi salvataggi effettuati da lui in una partita di Champions League contro il Liverpool. Nel 2000 ha giocato in prestito all'Aarau e il campionato successivo è stato al Bayer Leverkusen, per cui è stato impiegato 13 volte in campionato e 5 in Champions League.
Nel 2001 torna nuovamente al Basilea, e al termine della stagione si aggiudica un titolo elvetico, il primo per la squadra renana dopo 22 anni. Alla scadenza del contratto con il Basilea, ha firmato un biennale per il West Bromwich Albion. La sua prima apparizione è stata in una partita amichevole con il Motherwell, dove ha guadagnato le lodi dell'allenatore Bryan Robson per la sua prestazione. Nonostante l'ottimo inizio, però, l'avventura sarà sfortunate e Zuberbühler perderà il posto da titolare con il cambio dell'allenatore.
Torna in prima squadra per l'esclusione di Russell Hoult, giocando una partita di FA Cup contro il Wolverhampton Wanderers. Questa è però l'ultima presenza di Zuberbühler, che ha lasciato la squadra per giocarsi le sue chance di arrivare al campionato d'Europa 2008. Ha firmato quindi per il Neuchâtel.
Il 6 agosto 2008 firma un contratto annuale con il club londinese del Fulham. Si ritira il 1º luglio 2011.

### Nazionale
Zuberbühler ha giocato 51 partite per la Nazionale svizzera ed è stato membro delle rappresentative per il campionato d'Europa 2004, per il campionato del mondo 2006 e per il campionato d'Europa 2008. Durante i mondiali 2006, è stato l'unico portiere a non subire neanche un gol (tiri di rigore esclusi) nella rassegna, mantenendo la porta inviolata per un totale di 390 minuti. L'11 giugno 2008, ha giocato l'ultima partita per la Svizzera, contro il Portogallo, prolungando il proprio record stabilito ai mondiali del 2006 (vittoria 2-0 per la formazione elvetica).

## Palmarès

### Giocatore
- Campionato svizzero: 6

Grasshoppers: 1994-1995, 1995-1996, 1997-1998
Basilea: 2001-2002, 2003-2004, 2004-2005
- Coppa Svizzera: 3

Grasshoppers: 1993-1994
Basilea: 2001-2002, 2002-2003

## Statistiche

### Cronologia presenze e reti in nazionale
| Cronologia completa delle presenze e delle reti in nazionale ― Svizzera | Cronologia completa delle presenze e delle reti in nazionale ― Svizzera | Cronologia completa delle presenze e delle reti in nazionale ― Svizzera | Cronologia completa delle presenze e delle reti in nazionale ― Svizzera | Cronologia completa delle presenze e delle reti in nazionale ― Svizzera | Cronologia completa delle presenze e delle reti in nazionale ― Svizzera | Cronologia completa delle presenze e delle reti in nazionale ― Svizzera | Cronologia completa delle presenze e delle reti in nazionale ― Svizzera |
| Data                                                                    | Città                                                                   | In casa                                                                 | Risultato                                                               | Ospiti                                                                  | Competizione                                                            | Reti                                                                    | Note                                                                    |
| ----------------------------------------------------------------------- | ----------------------------------------------------------------------- | ----------------------------------------------------------------------- | ----------------------------------------------------------------------- | ----------------------------------------------------------------------- | ----------------------------------------------------------------------- | ----------------------------------------------------------------------- | ----------------------------------------------------------------------- |
| 6-9-1994                                                                | Sion                                                                    | Svizzera                                                                | 1 – 0                                                                   | Emirati Arabi Uniti                                                     | Amichevole                                                              | -                                                                       | 63’                                                                     |
| 8-3-1995                                                                | Amarousio                                                               | Grecia                                                                  | 1 – 1                                                                   | Svizzera                                                                | Amichevole                                                              | -1                                                                      |                                                                         |
| 23-6-1995                                                               | Berna                                                                   | Svizzera                                                                | 1 – 2                                                                   | Germania                                                                | Centenario Fed. Svizzera                                                | -2                                                                      |                                                                         |
| 22-4-1998                                                               | Belfast                                                                 | Irlanda del Nord                                                        | 1 – 0                                                                   | Svizzera                                                                | Amichevole                                                              | -                                                                       | 46’                                                                     |
| 6-6-1998                                                                | Basilea                                                                 | Svizzera                                                                | 1 – 1                                                                   | Jugoslavia                                                              | Amichevole                                                              | -1                                                                      |                                                                         |
| 9-10-1999                                                               | Wrexham                                                                 | Galles                                                                  | 0 – 2                                                                   | Svizzera                                                                | Qual. Euro 2000                                                         | -                                                                       | 50’                                                                     |
| 19-2-2000                                                               | Mascate                                                                 | Oman                                                                    | 1 – 4                                                                   | Svizzera                                                                | Amichevole                                                              | -1                                                                      |                                                                         |
| 29-3-2000                                                               | Lugano                                                                  | Svizzera                                                                | 2 – 2                                                                   | Norvegia                                                                | Amichevole                                                              | -2                                                                      |                                                                         |
| 26-4-2000                                                               | Kaiserslautern                                                          | Germania                                                                | 1 – 1                                                                   | Svizzera                                                                | Amichevole                                                              | -1                                                                      |                                                                         |
| 16-8-2000                                                               | San Gallo                                                               | Svizzera                                                                | 2 – 2                                                                   | Grecia                                                                  | Amichevole                                                              | -2                                                                      |                                                                         |
| 7-10-2000                                                               | Zurigo                                                                  | Svizzera                                                                | 5 – 1                                                                   | Fær Øer                                                                 | Qual. Mondiali 2002                                                     | -1                                                                      |                                                                         |
| 11-10-2000                                                              | Lubiana                                                                 | Slovenia                                                                | 2 – 2                                                                   | Svizzera                                                                | Qual. Mondiali 2002                                                     | -2                                                                      |                                                                         |
| 13-2-2002                                                               | Limassol                                                                | Ungheria                                                                | 1 – 2                                                                   | Svizzera                                                                | Torneo di Cipro 2002 - Finale 3º posto                                  | -1                                                                      | 46’                                                                     |
| 15-5-2002                                                               | San Gallo                                                               | Svizzera                                                                | 1 – 3                                                                   | Canada                                                                  | Amichevole                                                              | -2                                                                      | 46’                                                                     |
| 12-2-2003                                                               | Nova Gorica                                                             | Slovenia                                                                | 1 – 5                                                                   | Svizzera                                                                | Amichevole                                                              | -1                                                                      |                                                                         |
| 2-4-2003                                                                | Tbilisi                                                                 | Georgia                                                                 | 0 – 0                                                                   | Svizzera                                                                | Qual. Euro 2004                                                         | -                                                                       |                                                                         |
| 20-8-2003                                                               | Lancy                                                                   | Svizzera                                                                | 0 – 2                                                                   | Francia                                                                 | Amichevole                                                              | -1                                                                      | 46’                                                                     |
| 10-9-2003                                                               | Mosca                                                                   | Russia                                                                  | 4 – 1                                                                   | Svizzera                                                                | Qual. Euro 2004                                                         | -4                                                                      |                                                                         |
| 31-3-2004                                                               | Candia                                                                  | Grecia                                                                  | 1 – 0                                                                   | Svizzera                                                                | Amichevole                                                              | -1                                                                      | 46’                                                                     |
| 28-4-2004                                                               | Ginevra                                                                 | Svizzera                                                                | 2 – 1                                                                   | Slovenia                                                                | Amichevole                                                              | -                                                                       | 46’                                                                     |
| 6-6-2004                                                                | Basilea                                                                 | Svizzera                                                                | 1 – 0                                                                   | Liechtenstein                                                           | Amichevole                                                              | -                                                                       |                                                                         |
| 18-8-2004                                                               | Basilea                                                                 | Svizzera                                                                | 0 – 0                                                                   | Irlanda del Nord                                                        | Amichevole                                                              | -                                                                       |                                                                         |
| 4-9-2004                                                                | Basilea                                                                 | Svizzera                                                                | 6 – 0                                                                   | Fær Øer                                                                 | Qual. Mondiali 2006                                                     | -                                                                       |                                                                         |
| 8-9-2004                                                                | Basilea                                                                 | Svizzera                                                                | 1 – 1                                                                   | Irlanda                                                                 | Qual. Mondiali 2006                                                     | -1                                                                      |                                                                         |
| 9-10-2004                                                               | Tel Aviv                                                                | Israele                                                                 | 2 – 2                                                                   | Svizzera                                                                | Qual. Mondiali 2006                                                     | -2                                                                      |                                                                         |
| 9-2-2005                                                                | Dubai                                                                   | Emirati Arabi Uniti                                                     | 1 – 2                                                                   | Svizzera                                                                | Amichevole                                                              | -1                                                                      |                                                                         |
| 26-3-2005                                                               | Saint-Denis                                                             | Francia                                                                 | 0 – 0                                                                   | Svizzera                                                                | Qual. Mondiali 2006                                                     | -                                                                       |                                                                         |
| 30-3-2005                                                               | Zurigo                                                                  | Svizzera                                                                | 1 – 0                                                                   | Cipro                                                                   | Qual. Mondiali 2006                                                     | -                                                                       |                                                                         |
| 4-6-2005                                                                | Toftir                                                                  | Fær Øer                                                                 | 1 – 3                                                                   | Svizzera                                                                | Qual. Mondiali 2006                                                     | -1                                                                      |                                                                         |
| 17-8-2005                                                               | Oslo                                                                    | Norvegia                                                                | 0 – 2                                                                   | Svizzera                                                                | Amichevole                                                              | -                                                                       |                                                                         |
| 3-9-2005                                                                | Basilea                                                                 | Svizzera                                                                | 1 – 1                                                                   | Israele                                                                 | Qual. Mondiali 2006                                                     | -1                                                                      |                                                                         |
| 7-9-2005                                                                | Nicosia                                                                 | Cipro                                                                   | 1 – 3                                                                   | Svizzera                                                                | Qual. Mondiali 2006                                                     | -1                                                                      |                                                                         |
| 8-10-2005                                                               | Berna                                                                   | Svizzera                                                                | 1 – 1                                                                   | Francia                                                                 | Qual. Mondiali 2006                                                     | -1                                                                      |                                                                         |
| 12-10-2005                                                              | Dublino                                                                 | Irlanda                                                                 | 0 – 0                                                                   | Svizzera                                                                | Qual. Mondiali 2006                                                     | -                                                                       |                                                                         |
| 12-11-2005                                                              | Ginevra                                                                 | Svizzera                                                                | 2 – 0                                                                   | Turchia                                                                 | Qual. Mondiali 2006                                                     | -                                                                       |                                                                         |
| 16-11-2005                                                              | Istanbul                                                                | Turchia                                                                 | 4 – 2                                                                   | Svizzera                                                                | Qual. Mondiali 2006                                                     | -4                                                                      | 63’                                                                     |
| 1-3-2006                                                                | Glasgow                                                                 | Scozia                                                                  | 1 – 3                                                                   | Svizzera                                                                | Amichevole                                                              | -                                                                       | 46’                                                                     |
| 27-5-2006                                                               | Basilea                                                                 | Svizzera                                                                | 1 – 1                                                                   | Costa d'Avorio                                                          | Amichevole                                                              | -1                                                                      |                                                                         |
| 31-5-2006                                                               | Lancy                                                                   | Svizzera                                                                | 1 – 1                                                                   | Italia                                                                  | Amichevole                                                              | -1                                                                      | 46’                                                                     |
| 3-6-2006                                                                | Zurigo                                                                  | Svizzera                                                                | 4 – 1                                                                   | Cina                                                                    | Amichevole                                                              | -                                                                       | 46’                                                                     |
| 13-6-2006                                                               | Stoccarda                                                               | Francia                                                                 | 0 – 0                                                                   | Svizzera                                                                | Mondiali 2006 - 1º turno                                                | -                                                                       |                                                                         |
| 19-6-2006                                                               | Dortmund                                                                | Togo                                                                    | 0 – 2                                                                   | Svizzera                                                                | Mondiali 2006 - 1º turno                                                | -                                                                       |                                                                         |
| 23-6-2006                                                               | Hannover                                                                | Svizzera                                                                | 2 – 0                                                                   | Corea del Sud                                                           | Mondiali 2006 - 1º turno                                                | -                                                                       |                                                                         |
| 26-6-2006                                                               | Colonia                                                                 | Svizzera                                                                | 0 – 0 dts (0 – 3 dtr)                                                   | Ucraina                                                                 | Mondiali 2006 - Ottavi di finale                                        | -                                                                       |                                                                         |
| 16-8-2006                                                               | Vaduz                                                                   | Liechtenstein                                                           | 0 – 3                                                                   | Svizzera                                                                | Amichevole                                                              | -                                                                       | 46’                                                                     |
| 2-9-2006                                                                | Basilea                                                                 | Svizzera                                                                | 1 – 0                                                                   | Venezuela                                                               | Amichevole                                                              | -                                                                       | 46’                                                                     |
| 15-11-2006                                                              | Basilea                                                                 | Svizzera                                                                | 1 – 2                                                                   | Brasile                                                                 | Amichevole                                                              | -2                                                                      |                                                                         |
| 25-3-2007                                                               | Miami                                                                   | Colombia                                                                | 3 – 1                                                                   | Svizzera                                                                | Amichevole                                                              | -3                                                                      |                                                                         |
| 7-9-2007                                                                | Vienna                                                                  | Svizzera                                                                | 2 – 1                                                                   | Cile                                                                    | Amichevole                                                              | -1                                                                      |                                                                         |
| 17-10-2007                                                              | Basilea                                                                 | Svizzera                                                                | 0 – 1                                                                   | Stati Uniti                                                             | Amichevole                                                              | -1                                                                      |                                                                         |
| 15-6-2008                                                               | Basilea                                                                 | Svizzera                                                                | 2 – 0                                                                   | Portogallo                                                              | Euro 2008 - 1º turno                                                    | -                                                                       |                                                                         |
| Totale                                                                  |                                                                         | Presenze                                                                | 51                                                                      |                                                                         | Reti                                                                    | -44                                                                     |                                                                         |